# Гантман, Михаил Фёдорович
Михаил Фёдорович Гантман (Моисей Файбович) (5 декабря 1922, Дукора Минской области — 9 августа 2010, Киев) — советский художник кино, живописец.

## Биография
В 1938—1941 обучался в Витебском художественном училище. Окончил Всесоюзный государственный институт кинематографии (1949). В 1949—1963 работал на Киевской киностудии художественных фильмов имени Довженко, в 1964—1986 — художником творческо-производственного объединения «Художник».

Основные жанры — пейзаж, натюрморт, тематические картины.

Участник республиканских (с 1954), всесоюзных (с 1955), зарубежных (с 1957) художественных выставок.

## Работы
- «Тарас Шевченко» (1951),
- «Земля» (1954),
- «В один прекрасный день» (1955),
- «Рожденные бурей» (1957),
- «Если любишь» (1959),
- «Макар Дибров» (1960),
- «Украинская рапсодия» (1961),
- «Голубая стрела» (1962)